# The Revenge of Shinobi
The Revenge of Shinobi är ett spel till Segas konsol Sega Mega Drive. Det är uppföljaren till arkadspelet Shinobi. Genren är plattformsspel. Spelets huvudperson är Joe Musashi, en ninja som ska rädda sin flickvän och hela världen från terrororganisationen Neo Zeed. Spelets soundtrack av Yuzo Koshiro är berömt och delar av det spelades under PLAY!-konserten i Stockholms Konserthus i juni 2007. En annan intressant aspekt är några av bossarna, som är Läderlappen, Spindelmannen och Godzilla.